# Ottomar Rothmann

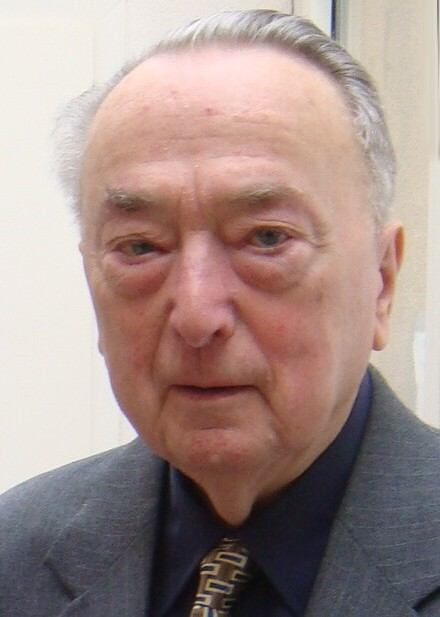
Ottomar Rothmann (2010)

Ottomar Rothmann (* 6. Dezember 1921 in Magdeburg; † 14. Dezember 2018 in Weimar) war ein deutscher Handelskaufmann, Kommunist, politischer Häftling im KZ Buchenwald, nach 1945 Kaderleiter, Betriebsleiter, Direktor eines Handelsunternehmens und von 1974 bis 1986 Leiter der pädagogischen Abteilung in der Nationalen Mahn- und Gedenkstätte Buchenwald (NMG). Auch in seinem Ruhestand führte er ehrenamtlich Besuchergruppen durch die Gedenkstätte.

## Leben und Wirken

### Weimarer Republik
Rothmann kam als achtes Kind von Alma und Berthold Rothmann in Magdeburg zur Welt. Seine Mutter war Hausfrau, sein Vater Angestellter. Als Sozialdemokrat und Angehöriger des Reichsbanners „Schwarzrotgold“ nahm der Vater starken Einfluss auf die politische Erziehung der Kinder. Ottomars Schwester Paula – zugleich die Älteste unter den Geschwistern – trat ebenso wie seine Brüder Kurt und Horst früh in die Sozialistische Arbeiterjugend (SAJ) ein. Er selbst trat der sozialdemokratischen Kinderorganisation bei.
Als sich die Eltern trennten, musste die Mutter mit den Kindern von einer geringen Wohlfahrtsunterstützung leben. Hunger und Not prägten ihren Alltag. Ottomar galt aber als guter Schüler.

### In der Zeit der NS-Herrschaft
Nach der Machtergreifung 1933 traten immer mehr Schüler in das Jungvolk und die Hitlerjugend ein, Ottomar Rothmann jedoch nicht. Deshalb ließ man ihn bei allen möglichen Gelegenheiten spüren, dass er nicht dazugehörte. 1936 beendete er die Schule. Seinen Wunsch, Autoschlosser zu werden, konnte er nicht verwirklichen, darum begann er eine Lehre als Einzelhandels- und Großhandelskaufmann bei einer Firma in Magdeburg. Das Geschäft lag in einem Arbeiterviertel, und so lernte er viele Kunden kennen, die sich in der gleichen sozialen Lage befanden wie seine Familie.
Mit Beginn der NS-Diktatur vollzogen sich in der übrigen Familie gravierende Veränderungen. Sein Bruder Waldfried wurde 1933 verhaftet und in ein Lager der SA in Wolzig, Kreis Beeskow, eingewiesen, wo er bis 1934 festgesetzt wurde. Der andere Bruder Kurt wurde 1935 zu zwei Jahren Gefängnis verurteilt. 1936, als Waldfried ein weiteres Mal von der Gestapo festgenommen werden sollte, aber untergetaucht war, nahmen sie die Mutter in Sippenhaft. 1942 begann Ottomar Rothmann mit einem Kinder-Stempelkasten Zettel zu beschriften und während der Verdunklung an Haustüren und Zäune zu kleben. Auf diesen Zetteln forderte er die Menschen auf, sich gegen Hitler und seinen Krieg zu wenden.
Am 30. Januar 1943 wurde Rothmann festgenommen und in das Polizeigefängnis von Magdeburg gebracht. Nach etwa zehn Wochen U-Haft wurde er als Untersuchungsgefangener in das Magdeburger Gerichtsgefängnis überführt, wo er bis zum Sommer 1943 bleiben musste. Bei der Entlassung wurde er sogleich von der Gestapo „in vorläufige Schutzhaft“ genommen. Man zwang ihn zudem, den Schutzhaftbefehl zu unterschreiben. Darauf stand zur Begründung seiner erneuten Festnahme »Verdacht auf Vorbereitung zum Hochverrat und Gefährdung der öffentlichen Sicherheit«.
Es folgte nun die Einlieferung in ein Konzentrationslager. Über Halle ging es mit dem Zug nach Weimar. Bei der Ankunft am Bahnsteig wurden die Ankommenden von Passanten beschimpft und bespuckt. Zusammen mit etwa fünfundzwanzig Leidensgefährten wurde er am 29. Juli 1943 nach dem Ettersberg gebracht.
Blockältester in seinem Block war der Kommunist Theo Eul, ein Bergarbeiter aus dem Ruhrgebiet. Der Eisenacher Kommunist Otto Storch war als Blockschreiber eingesetzt. Otto Storch beeindruckte Ottomar Rothmann und half ihm, die Struktur des Lebens und Verhaltens im Lager zu begreifen und sich darauf einzustellen. Weil sich Ottomar als zuverlässig herausstellte, wurde er als Stubendienst und Blockschreiber eingesetzt. Otto Storch war inzwischen Blockältester geworden. Rothmann hatte in seiner wichtigen Funktion die Neuzugänge zu registrieren, Häftlingsnummern und entsprechende „Winkel“ auszugeben, Verlegungen von Häftlingen in andere Blocks oder in den Häftlingskrankenbau vorzunehmen, den Postein- und -ausgang zu erledigen.
Durch seine Arbeit erhielt Ottomar Rothmann zwangsläufig Einblick in Aktionen des illegalen Lagerwiderstands, ohne dabei über Einzelheiten der Organisationsstruktur und die an der Spitze stehenden Kommunisten informiert zu sein. Das entsprach den Regeln der Konspiration und geschah zu seiner eigenen Sicherheit, als er begonnen hatte, seine
Häftlingsfunktion zugunsten seiner Kameraden zu nutzen. Im Falle von Verrat hätte die SS weder Namen noch Fakten aus ihm herausprügeln können.
Er ersann auch Möglichkeiten, dass die Häftlinge seines Blocks und die in den Außenlagern, vor allem Deutsche, Österreicher, Franzosen, Luxemburger, Belgier, Niederländer, Dänen, Norweger, Tschechen und Slowaken ihre Post, in der sich oft Fotos befanden, auch tatsächlich erhielten. Er schmuggelte Lebensmittel aus der Truppenküche ins Lager und nutzte seine Möglichkeiten, um schwache und kranke Kameraden vor dem Transport in Vernichtungskommandos oder nach Auschwitz zu bewahren. Beteiligt war er an der Rettung dreier vom Tode bedrohter Angehöriger des britischen Geheimdienstes (S.O.E.). Er beteiligte sich an illegalen Solidaritätsaktionen für sowjetische Frauen und für die Kinder von Buchenwald. Als ihm im Januar 1945 Otto Storch im Namen der illegalen Leitung der Kommunistischen Partei das Vertrauen aussprach, wurde er als Mitglied aufgenommen.
Wenige Tage vor der Befreiung des Lagers, am 4. April 1945, half Rothmann dabei, durch eine Änderung in der Registrierung ungarische und polnische jüdische Häftlinge vor der Ermordung zu retten.

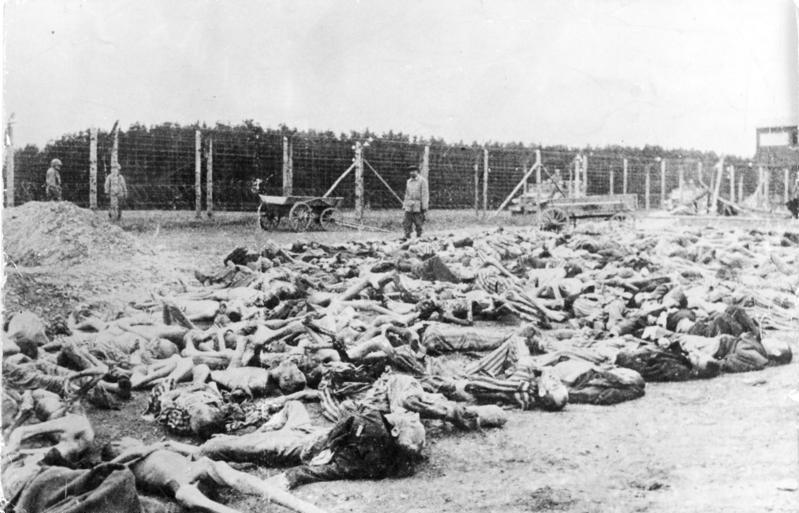
Leichen von Häftlingen, 1945

Am 6. April 1945 kam es erstmals zum öffentlich organisierten Widerstand gegen Maßnahmen der SS. Am Morgen waren sechsundvierzig Namen von Häftlingen bekannt gegeben worden, von denen die Lagerleitung vermutete, dass sie an der Spitze der illegalen Widerstandsorganisation ständen. Sie sollten in letzter Minute ermordet werden. Einige erkannten sofort die Gefahr, als sie die Namen lasen. Nachdem es darüber informiert wurde, fasste das Internationale Lagerkomitee Beschluss, aus der Illegalität herauszutreten und die Häftlinge unter den Schutz der Häftlingschaft des Lagers zu stellen und zu verstecken. Alle sechsundvierzig wurden gerettet. Bis zum 11. April trieb die SS täglich noch Tausende Häftlinge aus dem Lager. Obwohl das Internationale Lagerkomitee alles tat, um die Evakuierungen in Erwartung der amerikanischen Befreier zu verzögern, konnte es nicht verhindern, dass noch ungefähr dreißigtausend Häftlinge das Lager verlassen mussten und dass noch Unzählige auf Todesmärsche geschickt wurden und starben.

### SBZ und DDR
Am 11. April 1945 übernahm ein Internationales Lagerkomitee die Macht, nachdem sich die SS abgesetzt hatte und zahlreiche Bewacher durch bewaffnete Häftlinge festgesetzt wurden. Noch am gleichen Tag setzte im befreiten Lager eine rege politische Tätigkeit ein, die weit über die Lagergrenzen hinausreichte. Ottomar Rothmann begann im
»Thüringen-Komitee« mitzuarbeiten, das von dem Kommunisten Walter Wolf geleitet wurde. Es hatte seinen Sitz zunächst im Lager Buchenwald, danach in Weimar. Unter dem Namen »Anti-Nazi-Komitee« war es von den US-Amerikanern zugelassen worden. Außer ehemaligen Buchenwaldern gehörten ihm einige Kommunisten an, die keine Häftlinge waren, wie zum Beispiel Hugo Günther und Liesel Martin. Die Aufgabe des Komitees bestand in der Organisation der Neugestaltung des zusammengebrochenen zivilen Lebens in Thüringen. Sie entließen Nationalsozialisten und anders Belastete aus den Ämtern und Verwaltungen.
Ab Mai 1945 lebte Rothmann in Weimar. Zusammen mit anderen Kameraden des »Anti-Nazi-Komitees« löste er die überwiegend mit Nationalsozialisten besetzten Gemeinderäte in den Orten Berlstedt, Neumark, Vippachedelhausen und Markvippach auf. Ende Juli erhielt er von seinem ehemaligen Mithäftling Erich Reschke, der zu diesem Zeitpunkt Polizeipräsident von Thüringen war, und dem Landeskriminaldirektor Hermann Geisler den Auftrag, gemeinsam mit anderen, fast ausschließlich Buchenwaldern, eine neue Kriminalpolizei in Weimar aufzubauen.
Am 1. Oktober 1946 wechselte Rothmann zum Landesamt für Land- und Forstwirtschaft. Als Leiter der Befehlsstelle war er im Auftrag des Landwirtschaftsdirektors, seines ehemaligen Häftlings-Kameraden Otto Storch, verantwortlich für die termingerechte Erfüllung der Befehle der Sowjetischen Militäradministration. Später wurde er Persönlicher Referent des Ministerialdirektors Wiese und zuletzt Personalreferent für den Bereich Landwirtschaft des Landes Thüringen.
Nachdem er Mitglied der SED geworden war, beauftragte ihn seine Partei im Mai 1948 damit, vorübergehend das Staatsgut Brüheim im Kreis Gotha zu leiten. Obwohl Rothmann über keinerlei fachliche Voraussetzungen für die Tierzucht verfügte und mehrfach komplizierte Situationen in den Ställen eintraten, leistete er diese Arbeit in Brüheim bis zum Dienstantritt eines qualifizierten Verwalters im Frühsommer 1948.
Am 1. November 1951 berief ihn der Innenminister des Landes Thüringen, Willy Gebhardt, ebenfalls ein ehemaliger Buchenwald-Häftling, für eine zeitweilige Vertretung als Kaderleiter des Ministeriums für Justiz. Diese Funktion übte er von Januar bis März 1952 aus, dann wurde er Personalleiter der Deutschen Notenbank, Landeszentrale Thüringen, in Weimar. Im August 1953 bot ihm die Abteilung Wirtschaft der Bezirksleitung der SED in Erfurt an, die Deutsche Handelszentrale Lebensmittel Erfurt als Direktor zu übernehmen. Das entsprach mehr seiner eigentlichen fachlichen Qualifikation als alle vorherigen Aufgaben. Im Herbst 1960 wurde er Vorstandsmitglied der Abteilung »Produktion« im Konsum-Genossenschaftsverband des Bezirkes Erfurt, was er bis 1974 blieb.
Im November 1974 bat ihn der Direktor der Nationalen Mahn- und Gedenkstätte, sein Buchenwalder Mitgefangener Klaus Trostorff, die Leitung der im Entstehen begriffenen pädagogischen Abteilung zu übernehmen.
Bis zu seinem Renteneintritt im Dezember 1986 baute er die Abteilung auf. Dazu gehörten Führungen von inländischen Jugendgruppen wie auch von ausländischen Gästen, deren Zahl in diesen Jahren stark anstieg. Von 1979 an arbeitete Rothmann mit Gruppen der „Aktion Sühnezeichen Friedensdienste“ zusammen.

### Bundesrepublik Deutschland

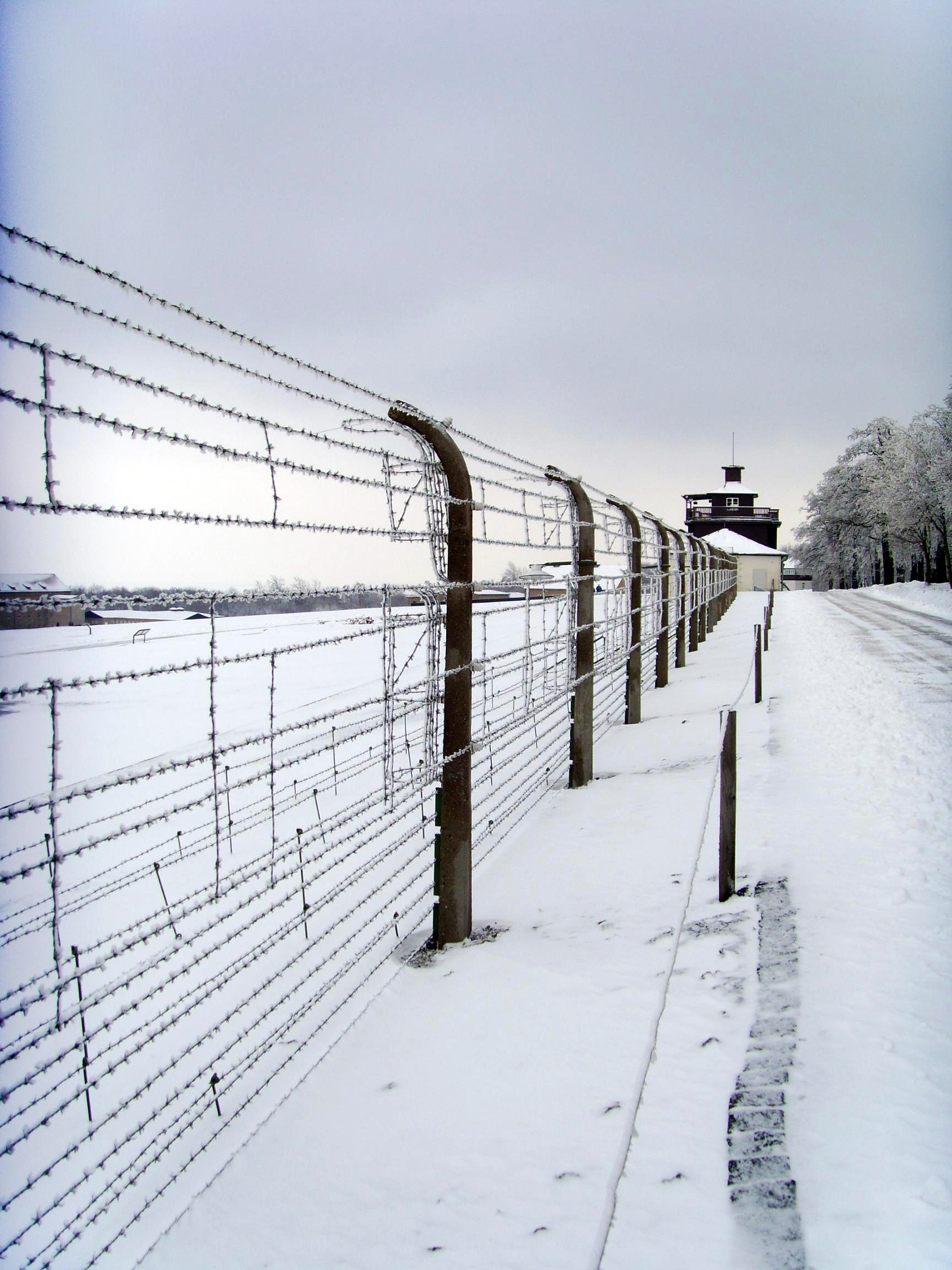
KZ-Gedenkstätte Buchenwald 2009

Auch nach seiner Pensionierung blieb Ottomar Rothmann der Gedenkstätte verbunden. Als Mitglied des Häftlingsbeirates der Stiftung Gedenkstätten Buchenwald und Mittelbau-Dora beteiligte er sich an ihrer Arbeit. Häufig trat er bei Zeitzeugengesprächen mit Jugendlichen auf. Er war Mitglied der Partei Die Linke und des Kreisvorstandes der VVN-BdA Weimar.
Seit 1947 war Ottomar Rothmann mit Christel verheiratet. Zusammen mit ihr hatte er zwei Söhne.

## Ehrungen
- Medaille für ausgezeichnete Leistungen der DDR am 1. Mai 1951
- Vaterländischer Verdienstorden der DDR in Gold 1986
- Ehrenbürger der Stadt Weimar seit 3. Oktober 2011

## Veröffentlichungen
- Buchenwald, ich kann dich nicht vergessen. 18 ehemalige Häftlinge des KZ Buchenwald, darunter Ottomar Rothmann, geben Auskunft. Reihe: Texte der RLS, Bd. 35, ISBN 978-3-320-02100-9